# Aphrophora signoretii
Aphrophora signoretii is een halfvleugelig insect uit de familie Aphrophoridae. De wetenschappelijke naam van deze soort is voor het eerst geldig gepubliceerd in 1856 door Fitch.